# Museumkwartier ('s-Hertogenbosch)
Het Museumkwartier in 's-Hertogenbosch is een gebouwencomplex aan de Verwersstraat. Het gebouw huisvest zowel het Noordbrabants Museum als het Design Museum Den Bosch en vormt zo het grootste museumcomplex van Zuid-Nederland. Het Museumkwartier kan door haar grote omvang een diverse presentatie geven van archeologie, cultuurhistorie, oude en moderne meesters tot hedendaagse kunst en design.

## Opbouw
Het Museumkwartier 's-Hertogenbosch bestaat uit diverse gebouwen uit de 18e tot 21e eeuw. De reeks gebouwen zijn rond de beeldentuin aaneengeregen. Er is een rondgang gecreëerd, waardoor de musea ongemerkt in elkaar overlopen. De publieke voorzieningen zijn gecentraliseerd in de verbindingshal. Vanuit deze hal kan men het restaurant, de museumwinkel en de auditoria bereiken.
Het complex is deels gehuisvest in het voormalig Gouvernementspaleis. Dit Bossche paleis behoort met de nog bestaande Haagsche paleizen en de voormalige Statenzaal in Leeuwarden tot de best bewaard gebleven gebouwen uit de 18e eeuw. In dit gedeelte is de Statenzaal te bezoeken, een grote zaal die bijna twee eeuwen lang als vergaderzaal van de Provinciale Staten van Noord-Brabant werd gebruikt. De Brabantzaal toont de vaste locatie van het Noordbrabants Museum. Tevens zijn er paviljoens die zich richten op het leven en werk van de twee Brabantse meesterschilders Jheronimus Bosch en Vincent van Gogh.
Verder is een voormalig Jezuïetenklooster onderdeel geworden van het museum. De zogenaamde "Quistvleugels', vernoemd naar de architect Wim Quist, verbinden de gebouwen met elkaar.
Het Designmuseum is gevestigd in het deel dat in de 21e eeuw is gebouwd, te herkennen aan de groene glazen gevel.

## Omgeving
De oude paleistuin van het gouvernementspaleis vormt een grote publieke ruimte, die los van de musea te bezoeken is. In de tuin zijn diverse historische en moderne beelden te bezichtigen.
Ten oosten van het museumkwartier bevindt zich het Anne Frankplein. Dit plein is ingericht als herdenkingsplaats voor de Jodenvervolging in de Tweede Wereldoorlog. In 1997 werd op het plein een Vredespaal geplaatst door Pax Christi. Op het plein is in 2016 een beeldengroep geplaatst, bestaande uit Spaanse Leeuwen. De beeldengroep draagt de naam De twee leeuwen Anamnesis. Dit 6000 kilo zware kunstwerk van Fernando Sánchez Castillo heeft hier slechts tijdelijk gestaan. Na een jaar is de beeldengroep verhuisd naar de Westwal. Voor het Anne Frankplein heeft  kunstenares Anne Wenzel het beeld 'Monument voor vrijheid' gemaakt. Het kunstwerk werd in 2020 onthuld en sluit nauw aan aan het thema Anne Frank.

## Van Gogh Fietsroute
Het startpunt van de Van Gogh Fietsroute bevindt zich nabij het museumcomplex. Gedurende deze route maakt men kennis met de ontwikkeling die Vincent van Gogh in zijn Brabantse periode doormaakte. De route beslaat 30 kilometer en loopt onder andere langs het dorp Helvoirt waar nog diverse sporen van Vincent van Gogh te vinden zijn.

## Fotogalerij

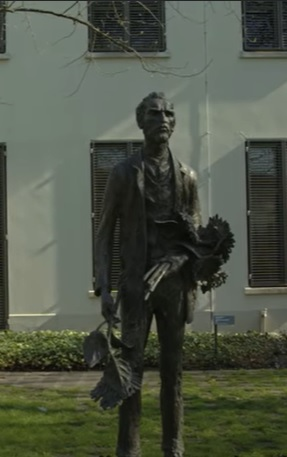
Vincent van Gogh Monument in de Paleistuin
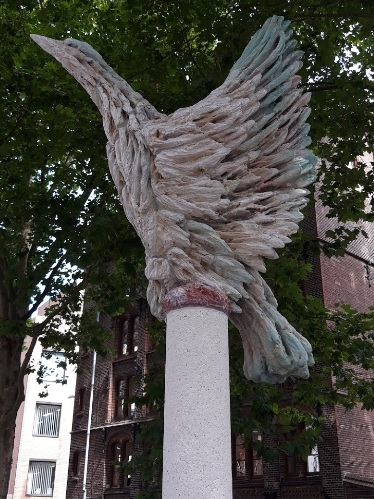
Het Anne Frank Monument bij de westelijke ingang door Anne Wenzel
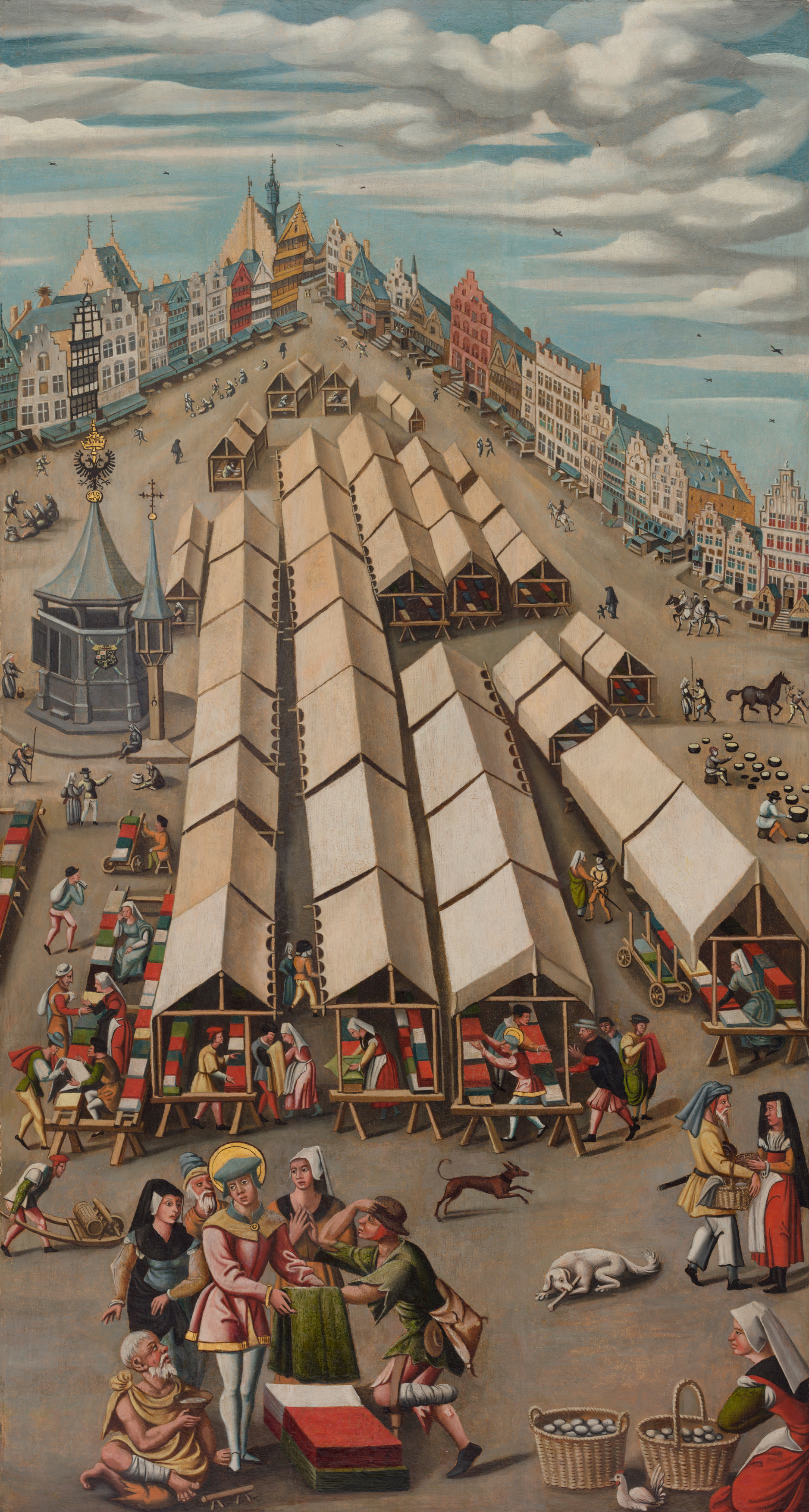
Schilderij De Lakenmarkt van 's-Hertogenbosch
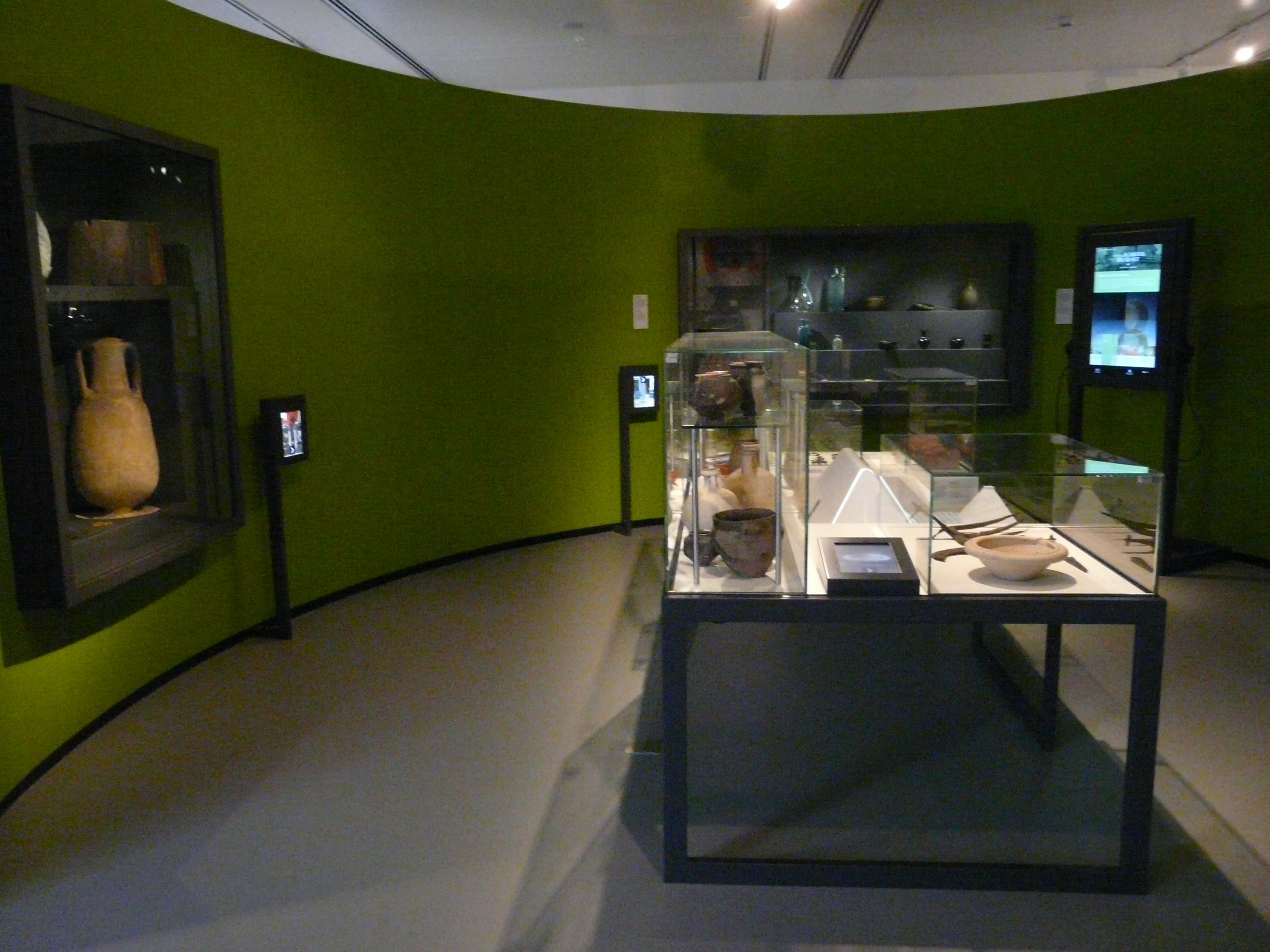
Archeologische voorwerpen in het museum
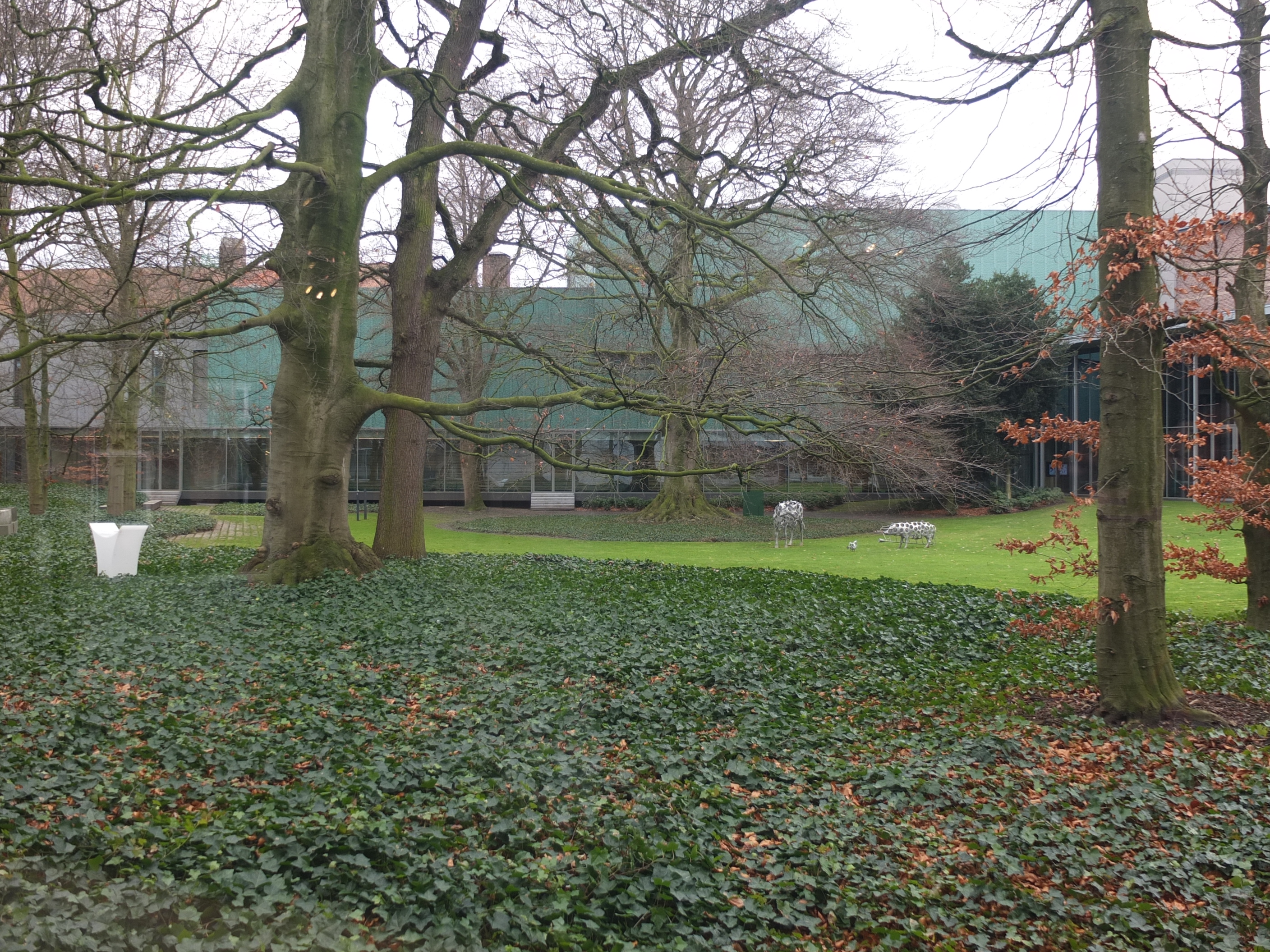
De Paleistuin